# Сьяно
Сиано (итал. Siano) — город в Италии, располагается в регионе Кампания, в провинции Салерно.
Население составляет 10 299 человек (на 2004 г.), плотность населения составляет 1255 чел./км². Занимает площадь 8 км². Почтовый индекс — 84088. Телефонный код — 081.
Покровителями коммуны почитаются святой Себастьян, празднование 20 января, и san Rocco, giorno festivo 16 agosto.